# P.A.F.F.
P.A.F.F., właściwie Paweł Kasperski (ur. 20 czerwca 1990 we Wrocławiu) – polski producent muzyczny i DJ.

## Życiorys
W wieku 12 lat rozpoczął produkcję muzyki, używając programu FL Studio. Cztery lata później zaczął eksperymentować z muzyką trance, mieszając ją z electro, techno i progressive. W lipcu 2007 Ferry Corsten dostrzegł potencjał Kasperskiego i zagrał „There Is No Spoon” podczas pierwszego odcinka swojej audycji „Corsten’s Countdown”, a następnie zdecydował się wydać ten utwór w swojej wytwórni Flashover Recordings.
W kolejnych latach widoczna jest ewolucja stylistyczna muzyki Paffa – nie zamyka się on na żadne gatunki, tworzy m.in. hip-hopowe produkcje dla wielu rodzimych raperów, a jego solowe dokonania oscylują wokół szeroko pojętej muzyki elektronicznej. Jego utwór „Conductor of Death” ukazał się w 2011 roku na kompilacji Markusa Schulza „Prague '11”.
W 2012 roku wydał album „The Foggy Tales” pod pseudonimem Hayfevah, utrzymany w klimatach post-dubstep, ambient, breakbeat oraz future garage. W tym samym roku stał się również członkiem ekipy Wielkie Joł oraz został dostrzeżony przez Jadę Pinkett Smith, która wraż z mężem Willem publicznie udostępniła i pochwaliła jego house’owy remiks utworu „Burn”. 1 marca 2013 roku ukazał się „Paffistotedes” – remix album, na którym znajdują się nowoczesne, elektroniczne remiksy utworów Tedego z różnych lat oraz zupełnie nowe nagrania. Tego samego roku Kasperski zaczął eksperymentować z muzyką trap, produkując wiele utworów i remiksów w tym stylu oraz podejmując pod koniec roku współpracę m.in. z grupą Major Lazer.
W latach 2014 i 2015 aktywność muzyczna P.A.F.F.'a ograniczyła się do wydania jednego singla „Rudebwoy” w niemieckiej wytwórni Kontor Records oraz kilkunastu remiksów, w tym m.in. utworu „Exodus” Bunji Garlin wraz z Major Lazer. W roku 2016 wystąpił gościnnie w audycji „Diplo & Friends” na antenie radia BBC 1, w której zaprezentował godzinny set składający się z autorskich produkcji. Diplo w trakcie trwania audycji określił go „jednym ze swoich ulubionych młodych producentów”.
Rok 2017 Paff rozpoczął wydaniem utworu „San Escobar”, bazującego na błędnej nazwie państwa użytej przez ministra spraw zagranicznych Witolda Waszczykowskiego. 10 lutego ukazał się singiel „Sunrise” autorstwa członka zespołu Major Lazer – Jillionaire z gościnnym udziałem Fuse ODG i Fatman Scoop, którego Paweł jest współproducentem. 9 maja tego samego roku podpisał on kontrakt z wytwórnią Universal Music Polska, w której wydał 22 września album „Fala”. Wydawnictwo to wyróżnia się zgrabnym i nowatorskim łączeniem muzyki elektronicznej, hip-hopu oraz popu. Single promujące ten album to „AYE! (feat. Popek)”, „Give You Love (feat. Emma Hewitt)”, „Leki (feat. Paluch)”, „Bomba (feat. Bosski)” oraz „Domek z kart (feat. Lanberry)”.
W roku 2018 P.A.F.F. skupił się na produkcjach dla innych artystów, remiksach, jak i na finalnym albumie projektu unitrΔ_Δudio „POST-LOVE”. Wtedy też rozpoczął prężniejszą działalność swojej własnej wytwórni muzycznej Onionwave, wydając innych producentów, m.in. enøize oraz Romańskiego, a w 2019 wypuścił kolejny album „DETOUR”, dwie EP-ki: „Summer Anthems” i „808 Ways to Die” oraz album-kompilację z ambientowymi kompozycjami wydanymi na przestrzeni lat: „The Ambient Archives 2009-2019”. Oprócz tego jego produkcje pojawiły się między innymi na albumach Bosskiego oraz DonGuralesko i Matheo.

## unitrΔ_Δudio
Projekt unitrΔ_Δudio (czyt. „unitra audio”) powstał w kwietniu 2014 roku i na początku był projektem anonimowym, wydającym utwory z nurtu vaporwave bazujące na popularnych polskich samplach. W tym samym roku ukazał się mixtape o nazwie „Onionwave Sessions”. We wrześniu 2015 roku projekt zyskał popularność dzięki remiksowi utworu Krzysztofa Krawczyka „Chciałem być”, który był grany w wielu stacjach radiowych i klubach. Wtedy też brzmienie unitrΔ_Δudio uległo zmianie na bardziej elektroniczne, czerpiąc inspirację z takich gatunków jak trillwave, ambient i synthwave. W międzyczasie ukazało się wiele nowych singli oraz remiks utworu „Niech żyje bal” Maryli Rodowicz, stworzony przy współpracy z nieistniejącym już warszawskim klubem BAL.
W listopadzie 2016 roku projekt wydał swój pierwszy album „Way Past Your Bedtime”. Miesiąc później ukazało się też „Tribute to Grzegorz Ciechowski” – cztery nieoficjalne remiksy utworów autorstwa Grzegorza Ciechowskiego i Republiki, a 6 lipca 2018 roku wydał drugi album producencki „POST-LOVE”, tym razem ujawniając swoją tożsamość w spisie twórców – autorem wszystkich produkcji był Paweł Kasperski. Gościnnie na wydawnictwie udzielają się Dorota Morawska z grupy Last Blush, Romański oraz Hayfevah – kolejne muzyczne alter ego Kasperskiego.
Z dniem 6 grudnia 2018, projekt unitrΔ_Δudio został zakończony.
Niespodziewanie 24 września 2021, po 3-letniej przerwie, działalność projektu unitrΔ_Δudio została wznowiona wraz z wydaniem trzeciego albumu „The Ghost Coast”. Album ten czerpie stylowo m.in. z muzyki house i kultury rave lat 90.

## Dyskografia

### Albumy
| Tytuł                                             | Dane dot. albumu                                           | Pozycja na liście |
| Tytuł                                             | Dane dot. albumu                                           | POL               |
| ------------------------------------------------- | ---------------------------------------------------------- | ----------------- |
| The Foggy Tales (jako Hayfevah)                   | - Data: 1 stycznia 2012 - Wydawca: Onionwave (reedycja)    | –                 |
| Way Past Your Bedtime (jako unitrΔ_Δudio)         | - Data: 21 listopada 2016 - Wydawca: Onionwave             | –                 |
| Fala                                              | - Data: 22 września 2017 - Wydawca: Universal Music Polska | 30                |
| Post-Love (jako unitrΔ_Δudio)                     | - Data: 6 lipca 2018 - Wydawca: Onionwave                  | –                 |
| Detour                                            | - Data: 26 kwietnia 2019 - Wydawca: Onionwave              | –                 |
| Summer Anthems EP                                 | - Data: 21 czerwca 2019 - Wydawca: Onionwave               | –                 |
| 808 Ways to Die EP                                | - Data: 20 września 2019 - Wydawca: Onionwave              | –                 |
| The Ambient Archives 2009-2019                    | - Data: 20 grudnia 2019 - Wydawca: Onionwave               | –                 |
| The Ghost Coast (jako unitrΔ_Δudio)               | - Data: 24 września 2021 - Wydawca: Onionwave              | –                 |
| KRAK7.1 (oraz Bosski jako PASSKI)                 | - Data: 20 lipca 2022 - Wydawca: Drużyna Mistrzów          | –                 |
| „–” oznacza, że album nie był notowany na liście. |                                                            |                   |

### Single
| Rok  | Tytuł                                                            | Źródło        |
| ---- | ---------------------------------------------------------------- | ------------- |
| 2007 | „There Is No Spoon”                                              | [ 23 ]        |
| 2007 | „Techminator 012”                                                | [ 24 ]        |
| 2008 | „Don’t Give Up”                                                  | [ 25 ]        |
| 2008 | „Kornflakez”                                                     | [ 26 ]        |
| 2008 | „From King To Finch / Shabby”                                    | [ 27 ]        |
| 2009 | „Apple&Peach”                                                    | [ 28 ]        |
| 2010 | „Moskito / Duplicitous (Weirdo 1 EP)”                            | [ 29 ]        |
| 2010 | „Plum Plum / Yeah Bunny Zion Check” (oraz Nitrous Oxide)         | [ 30 ] [ 31 ] |
| 2011 | „Trompkah”                                                       | [ 32 ]        |
| 2011 | „For Her”                                                        | [ 33 ]        |
| 2011 | „Keygen” (oraz Daner)                                            | [ 34 ]        |
| 2011 | „Marvel / Two Sunny Hearts”                                      | [ 35 ]        |
| 2011 | „Duplicitous”                                                    | [ 36 ]        |
| 2012 | „Armageddon!”                                                    | [ 37 ]        |
| 2013 | „$WAG”                                                           | [ 38 ]        |
| 2013 | „King Kong”                                                      | [ 39 ]        |
| 2013 | „#TRAPPD”                                                        | [ 40 ]        |
| 2014 | „Rudebwoy”                                                       | [ 41 ]        |
| 2015 | „She” (jako Hayfevah)                                            | [ 42 ]        |
| 2015 | „Sphinx” (oraz Shimz)                                            | [ 43 ]        |
| 2016 | „Lovemaking (La petite mort)” (jako unitrΔ_Δudio)                | [ 44 ]        |
| 2016 | „Tanatos” (jako unitrΔ_Δudio)                                    | [ 45 ]        |
| 2017 | „San Escobar”                                                    | [ 46 ]        |
| 2017 | „bluewhale” (jako unitrΔ_Δudio)                                  | [ 47 ]        |
| 2017 | „Świtezianka” (jako unitrΔ_Δudio; oraz Romański)                 | [ 48 ]        |
| 2017 | „Aye!” (gościnnie: Popek)                                        | [ 49 ]        |
| 2017 | „Give You Love” (oraz Emma Hewitt)                               | [ 50 ]        |
| 2017 | „Leki” (gościnnie: Paluch)                                       | [ 51 ]        |
| 2018 | „Bomba” (gościnnie: Bosski Roman)                                | [ 52 ]        |
| 2018 | „Piątek” (oraz Dj.Frodo, Young Igi, Malik Montana, Mr. Polska)   | [ 53 ]        |
| 2018 | „Domek z kart” (gościnnie: Lanberry)                             | [ 54 ]        |
| 2018 | „Time 2 Shine” (oraz Dj.Frodo)                                   | [ 55 ]        |
| 2018 | „We Are Far Gone” (jako unitrΔ_Δudio)                            | [ 56 ]        |
| 2018 | „WANTEDB2K15” (jako unitrΔ_Δudio)                                | [ 57 ]        |
| 2018 | „Freefalling” (jako unitrΔ_Δudio)                                | [ 58 ]        |
| 2018 | „Mordor Gra” (oraz Ginger, Miły ATZ)                             | [ 59 ]        |
| 2018 | „Duende” (oraz Romański)                                         | [ 60 ]        |
| 2018 | „Hello Richard '92 / You Are Not the One” (jako unitrΔ_Δudio)    | [ 61 ]        |
| 2019 | „Brand New Life”                                                 | [ 62 ]        |
| 2019 | „Highly (Trance Trap)”                                           | [ 63 ]        |
| 2019 | „Be There For You” (oraz enøize)                                 | [ 64 ]        |
| 2019 | „Drum N Bass” (oraz Bosski)                                      | [ 65 ]        |
| 2019 | „Highly (Bonus Trance Mix)”                                      | [ 66 ]        |
| 2019 | „Highly (enøize Remix)”                                          | [ 67 ]        |
| 2019 | „Meltdown III”                                                   | [ 68 ]        |
| 2020 | „Forlorn”                                                        | [ 69 ]        |
| 2020 | „Devotion”                                                       | [ 70 ]        |
| 2020 | „Amba Fatima” (gościnnie: John Mojo, Belmondo)                   | [ 71 ]        |
| 2020 | „Cloudgazing”                                                    | [ 72 ]        |
| 2020 | „Identity Crisis”                                                | [ 73 ]        |
| 2020 | „We Are the Universe” (oraz Daddy K)                             | [ 74 ]        |
| 2020 | „Summer Anthems 2” (Life’s a Beach / Malibu Tonite)              | [ 75 ]        |
| 2020 | „Umysł Bogacza 2020” (oraz Bosski jako PASSKI)                   | [ 76 ]        |
| 2021 | „Time Flies”                                                     | [ 77 ]        |
| 2021 | „3310”                                                           | [ 78 ]        |
| 2021 | „So Free (WWL Remix)” (oraz kay.leen. i 2077)                    | [ 79 ]        |
| 2021 | „Jestem Happy” (jako DJ Mżawki Litry, gościnnie Morsski Roman)   | [ 80 ]        |
| 2021 | „Dem Feels”                                                      | [ 81 ]        |
| 2021 | „We’ll Meet Again (BAD4ME)”                                      | [ 82 ]        |
| 2022 | „The Past Doesn’t Exist” (jako unitrΔ_Δudio)                     | [ 83 ]        |
| 2022 | „Emotions Come in Waves” (jako unitrΔ_Δudio)                     | [ 84 ]        |
| 2022 | „I’ll Be Here Until I Won’t” (jako unitrΔ_Δudio)                 | [ 85 ]        |
| 2022 | „THE FFUNK”                                                      | [ 86 ]        |
| 2022 | „UFO” (oraz Bosski jako PASSKI)                                  | [ 87 ]        |
| 2022 | „Zimna Suka” (oraz Bosski jako PASSKI)                           | [ 88 ]        |
| 2022 | „Wyprawa Nocna Ultra” (oraz Bosski jako PASSKI, gościnnie Cypis) | [ 89 ]        |
| 2022 | „REAL LUV” (jako P.A.F.F. pres. Casper Sky)                      | [ 90 ]        |
| 2022 | „Uliczny Oldskool” (oraz Bosski jako PASSKI)                     | [ 91 ]        |
| 2022 | „KRAK’N’BASS” (oraz Bosski jako PASSKI)                          | [ 92 ]        |

### Inne
| Rok  | Album                                                                    | Uwagi | Źródło  |
| ---- | ------------------------------------------------------------------------ | --- | ------- |
| 2007 | Maciej Panczyk – Five Thousand Electrons                                 | remiks utworu „Five Thousand Electrons” | [ 93 ]  |
| 2007 | Mike Wind Pres. Staircase – Oxygen Essential                             | remiks utworu „Oxygen Essential” | [ 94 ]  |
| 2007 | Paul Miller feat. Manuel Le Saux – Sunny Day                             | remiks utworu „Sunny Day” | [ 95 ]  |
| 2008 | Heatbeat – Paradise Garage                                               | produkcja utworu „Paradise Garage” | [ 96 ]  |
| 2008 | Arctique – Kyana                                                         | remiks utworu „Kyana” | [ 97 ]  |
| 2008 | Ferry Corsten – Top Dj’s 8 – Ferry Corsten Presents Flashover Recordings | produkcja utworów „There Is No Spoon” i „From King To Finch (2nd Mix)” | [ 98 ]  |
| 2009 | Epicentre – Epicentre                                                    | remiks utworu „Epicentre” | [ 99 ]  |
| 2009 | Człowień – Człowiek z krwi i kości                                       | produkcja utworów „Złoty strzał” i „Hieny podwórka” | [ 100 ] |
| 2010 | Wice Wersa – Między niebem a piekłem                                     | produkcja utworów „Zostawić ślad” i „Zły dzień” | [ 101 ] |
| 2010 | Bosski Roman – Krak 3                                                    | produkcja utworów: „Lecimy na ostro”, „Komplex ciężkich powiek”, „JP”, „Posłuchaj tego”, „Niełatwy żywot ulicznego rapera”, „Balety” i „Wyprawa nocna 4" | [ 102 ] |
| 2010 | Wojciech Tuszyński – Nocturne E.P.                                       | remiks utworu „Campos” | [ 103 ] |
| 2010 | Dash Berlin – The New Daylight                                           | remiks utworu „The New Daylight” | [ 104 ] |
| 2011 | Kali – 50/50                                                             | produkcja utworu „Kali Kali” | [ 105 ] |
| 2011 | Firma – Nasza Broń To Nasza Pasja                                        | produkcja utworów: „Kryminalny Rap”, „Nowa Siła”, „J.K”, „Głowa Do Góry”, „Dobre Dziewczyny”, „Lecimy Po Bandzie”, „Piąta Wyprawa Nocna”, „You Can’t Live Twice”, „Nie Zabierzesz Mikrofonu”, „Czasami”, „Zejdź Na Ziemie”, „Tak To Bywa”, „Pogrom”, „Zwolnij Tempo”, „Nasze życie” oraz remiks utworu „Głowa Do góry”                                                             |         |
| 2011 | Christian Drost – Easy Life                                              | remiks utworu „Easy Life” | [ 106 ] |
| 2011 | Grube & Hovsepian – Pressure                                             | remiks utworu „Pressure” | [ 107 ] |
| 2012 | Bosski Roman – Krak 4                                                    | produkcja utworów: „Oda do zepsucia”, „Cały ten syf”, „To nasza muzyka”, „Znaj swoją wartość”, „Wyrzuć to z siebie”, „Znowu mówią coś”, „Społeczeństwo jutra” i „Pokochaj Mnie” | [ 108 ] |
| 2012 | Drużyna mistrzów (kompilacja)                                            | produkcja utworów „Jak zaczynasz dzień”, „To jedna z tych historii”, „Myśl samodzielnie” i „Fi Di Youths” | [ 109 ] |
| 2012 | Tadek – Niewygodna Prawda                                                | produkcja utworów: „Dla Emigracji”, „Inka”, „Oda Do Zepsucia”, „Myśl Samodzielnie”, oraz remiks utworu „Inka” |         |
| 2012 | Bosskiskład: Bosski/Młody Bosski – Braterska Siła                        | produkcja utworów: „Intro”, „Mów co chcesz”, „Odpowiedzialność”, „Możemy Wszystko”, „Głos Pokolenia”, „Na Krawędzi”, „No Skill”, „Nigdy Pod Publikę”, „Wkurwione Pokolenie”, „Nie Kłam”, „Ulica Była Moim Ojcem”, „Jaki Sens?”, „Cmoknij Mnie w Pindola”, „Bania u Romana”, „Cały Ten Syf”                                                                                         |         |
| 2013 | Drużyna mistrzów 2: sport, muzyka, pasja (kompilacja)                    | produkcja utworów: „Drużyna mistrzów”, „Powiedz mi”, „Wirus lenistwa”, „Streetworkout”, „Nie chcę myśleć” oraz remiks utworów „Sport muzyka pasja” i „Wirus lenistwa” | [ 110 ] |
| 2013 | Oliver Twizt & Angger Dimas – XXX                                        | remiks utworu „XXX” | [ 111 ] |
| 2013 | B.R.O – High School                                                      | produkcja utworu „Taki sam” oraz remiks utworu „Czego chcesz?” | [ 112 ] |
| 2013 | Futurecop! – Atlantis 1997                                               | remiks utworu „Atlantis 1997” | [ 113 ] |
| 2013 | Major Lazer – Jet Blue Jet                                               | remiks utworu „Jet Blue Jet” | [ 114 ] |
| 2014 | Bosski Roman – TheRapYa szokowa dozwolona od lat 18                      | produkcja utworów: „Treningowy styl”, „Uliczny styl krakowski”, „Pożegnanie z ulica”, „Druga połowa”, „Daje ci moc” i „Pewny siebie” | [ 115 ] |
| 2014 | WhiteHouse – Kodex 5 Elements                                            | remiks utworu „5-Ty” | [ 116 ] |
| 2014 | Tede – #kurort_rolson                                                    | produkcja utworu „Mój klub” | [ 117 ] |
| 2014 | Dimitri Vegas & Like Mike vs. DVBBS & Borgeous – Stampede                | remiks utworu „Stampede” wraz z Major Lazer | [ 118 ] |
| 2014 | Scooter feat. Wiz Khalifa – Bigroom Blitz                                | remiks utworu „Bigroom Blitz” | [ 119 ] |
| 2015 | Bosski Roman – Uliczny Przekaz Dla Dobrych Ludzi                         | produkcja utworów: „Nie Mam Czasu Na Smutek”, „Druga Połowa”, „Podziemny Krąg”, „Przemyśl Sobie Przypał” |         |
| 2015 | Bunji Garlin – Exodus                                                    | remiks utworu „Exodus” wraz z Major Lazer | [ 120 ] |
| 2015 | A-WA – Habib Galbi                                                       | remiks utworu „Habib Galbi” | [ 121 ] |
| 2015 | Drużyna Mistrzów 3 (kompilacja)                                          | produkcja utworów: „Lepsza Wersja”, „ADHD”, „Muaythai” | [ 122 ] |
| 2016 | Drużyna Mistrzów 4: Moc Motywacji (kompilacja)                           | produkcja utworów: „Na Rozgrzewkę”, „Jakie Życie Bez Sportu?”, „Wysoko Poprzeczka”, „To Jest Hit”, „Nie Zatrzyma Nikt”, „Za Żadne Skarby”, „Motywuję Słowem”, „Współczesny Patriota”, „Poczuć Mocno Życie”, „Zabierz Boga Na Trening”, „Satysfakcji Światło”, „Sportowa Dama”, „Ladies Fight Night”, „Zdrowia Nie Kupisz”, „Generał Gryf”, Cisi i Skuteczni”                       |         |
| 2017 | Dwa Sławy – Dandys Flow                                                  | produkcja utworu „Pengaboys” | [ 123 ] |
| 2017 | Ed Sheeran – Shape of You                                                | remiks utworu „Shape of You” wraz z Salvatore Ganacci | [ 124 ] |
| 2017 | Drużyna Mistrzów 4: Moc Motywacji [Deluxe] (kompilacja)                  | produkcja utworów: „Zawsze Dobra Passa”, „Idę Na Trening”, „Arnold”, „Nie Jestem Ideałem”, „Daj Sobie Szansę”, „Strach Rodzi Odwagę”, „Motywacji Raper”, „Twój Duch”, „Anioły i Demony”, „Skazany Na Ruch” oraz remiks utworów: „Sportowa Dama”, „Jakie Życie Bez Sportu?” (oraz produkcja utworów z poprzedniej płyty)                                                            | [ 125 ] |
| 2018 | Jillionaire, Fuse ODG & Fatman Scoop – Sunrise                           | współprodukcja utworu „Sunrise” | [ 126 ] |
| 2018 | Gedz – 247365                                                            | remiks utworu „Ghostwriter” (gościnnie: Miły ATZ) | [ 127 ] |
| 2018 | Abel – Salvator Mixtape                                                  | remiks utworu „Brat” | [ 128 ] |
| 2018 | DJ.Frodo feat. Young Multi, Malik Montana, Smolasty – Mamy to!           | remiks utworu "Mamy to!” | [ 129 ] |
| 2018 | Bosski – Duchowy Gangster                                                | produkcja utworów: „Jeden jedyny”, „Duchowy Gangster”, „Jedno życie masz”, „Terefere”, „Niepewność kluczem sukcesu”, „Instrukcja obsługi życia”, „Właściwa droga”, „Ucisz dręczyciela”, „Gang Bang” | [ 130 ] |
| 2018 | Ruski Pop #1 (kompilacja)                                                | produkcja utworu „Jadom” (jako DJ FFAP FOLDER; gościnnie Szmitek) | [ 131 ] |
| 2018 | Flaszki i Szlugi – Opór                                                  | produkcja utworu „Optima Cardio” | [ 132 ] |
| 2018 | enøize – Voyager                                                         | współprodukcja utworu „Dream” | [ 133 ] |
| 2019 | Książę Kapota – Kapo Di Tutti Capi                                       | produkcja utworu „Melo u Kapoty” wraz z DJ.Frodo | [ 134 ] |
| 2019 | DARMOZJADY! – Przeklinam Was                                             | remiks utworu „Przeklinam Was” | [ 135 ] |
| 2019 | Synesthesia: Last Winter (kompilacja)                                    | produkcja utworu „Vanitas Vanitatum” | [ 136 ] |
| 2019 | Krzychu WWS – Speedforce                                                 | produkcja utworu „Speedforce” | [ 137 ] |
| 2019 | DonGuralesko & Matheo – Miłość, szmaragd i krokodyl                      | remiks utworu „Palę dym walę płyn” | [ 138 ] |
| 2019 | Czeluść – #4 (kompilacja)                                                | produkcja utworu „Hawajska” wraz z Nevaeh | [ 139 ] |
| 2019 | ONIONWAVE Summer Anthems (kompilacja)                                    | produkcja utworów: „Wolin”, „So Free (Summer Mix)” (gościnnie: kay.leen.), „Usedom”, „Where I Wanna Be (OSA Edit)”, „Sunset” (wraz z Romańskim) | [ 140 ] |
| 2019 | t dot est – re:Anton                                                     | remiks utworu „1405JUSU11” (gościnnie: Susanna Jara) | [ 141 ] |
| 2019 | Lil Masti – Illuminati                                                   | produkcja utworów: „Zaprogramowana”, „1 dollar”, „Reset”, „Zmiennokształtna” | [ 142 ] |
| 2019 | NOIR03 (kompilacja)                                                      | produkcja utworu „Komorebi” | [ 143 ] |
| 2019 | Bosski – Uliczny Przekaz dla Dobrych Ludzi 2                             | produkcja utworów: „Retrofuturyzm”, „Uliczny Przekaz dla Dobrych Ludzi 2", „eFIeReMA”, „Ej ziom”, „Martwe ryby”, „Jean Claude”, „Pasjonaci”, „Tylko Bóg może mnie sądzić”, „Bagaż i niepewność”, „Dobra Dziewczyna na zawsze”, „Kiedy”, „Matka Natura”, „Wysoki pułap”, „CBD świadomy wybór”, „Krezus”, „Mentalność”, „Refleksje z ulicznej matni”, „Nie ma gadki”, „Głęboka woda” | [ 144 ] |
| 2019 | Przemo DBM – Kolizje                                                     | produkcja utworu „Outro” | [ 145 ] |
| 2020 | Dwa Sławy – Pokolenie X2                                                 | produkcja utworu „JBC” | [ 146 ] |
| 2020 | Mezo – Credo                                                             | produkcja utworów: „Staromodny”, „Credo”, „Medytacja w biegu”, „Introspekcja”, „Chodź”, „Serce już bije”, „Matematyka miłości”, „Długodystansowiec”, „Taka mowa (12 rejs)”, „FOMO”, „Grupa śmierci”, „Piękna katastrofa” | [ 147 ] |
| 2020 | ONIONWAVE Summer Anthems 2 (kompilacja)                                  | produkcja utworów: „Life’s a Beach” oraz „Malibu Tonite” | [ 148 ] |
| 2020 | t dot est – one4Ben                                                      | remiks utworu „one4Ben” | [ 149 ] |
| 2020 | Gedz – Stamina (Deluxe)                                                  | remiks utworu „Yin Yang” (gościnnie: Taco Hemingway) | [ 150 ] |
| 2021 | Hucci & Truvian Grey – Skywalker                                         | remiks utworu „Skywalker” | [ 151 ] |
| 2021 | Stachursky – Doskozzza                                                   | remiks utworu „Doskozzza” | [ 152 ] |
| 2021 | Karolina Stanisławczyk & Urbaniaque – Slow Motion                        | remiks utworu „Slow Motion” | [ 153 ] |
| 2021 | Bosski – Liryczny manifest ulicznego rapera                              | produkcja utworów: "Chopper" (gościnnie: Buczer, Arkadio, Minigun, Młody Bosski), "Sława" (gościnnie: Darek Malejonek, Arci), „B3” (gościnnie: Basti) | [ 154 ] |
| 2022 | t dot est – PLS111                                                       | remiks utworu „PLS111” (jako unitrΔ_Δudio) | [ 155 ] |
| 2023 | WIXAPOL - WIXAPOL VOL. 3 WAKACYJNE WIXOLENIE                             | produkcja utworu "DLUGOSC ZJAZDU W SAMOTNOSCI" (jako DJ MŻAWKI LITRY) | [ 156 ] |